# Gonomyia marini
Gonomyia marini är en tvåvingeart som beskrevs av Erhan 1985. Gonomyia marini ingår i släktet Gonomyia och familjen småharkrankar.
Artens utbredningsområde är Rumänien. Inga underarter finns listade i Catalogue of Life.